# Секст Квинтилий Максим
Секст Квинтилий Максим (лат. Sextus Quintilius Maximus) — римский государственный деятель второй половины II века.
Максим происходил из азиатского города Александрия Троадская. Его отцом был консул 151 года Секст Квинтилий Кондиан.
В 172 году Максим занимал должность ординарного консула вместе с Сервием Кальпурнием Сципионом Орфитом. Судя по всему, он был наместником Верхней Паннонии. Согласно рассказу Диона Кассия, в 178/179 году в Паннонии два Квинтилия проводили военные операции в ходе Маркоманской войны. Преобладает мнение, что под ними имелись в виду Максим и его двоюродный брат, наместник Нижней Паннонии Секст Квинтилий Кондиан. По всей видимости, они находились на своих постах с 175 по 179 год. Максим был казнен в 182 году по приказу Коммода.